# Liste der Biografien/Lak
Liste der Biografien |
Portal Biografien |
Personensuche
# |
A |
B |
C |
D |
E |
F |
G |
H |
I |
J |
K |
L |
M |
N |
O |
P |
Q |
R |
S |
T |
U |
V |
W |
X |
Y |
Z |
?
 
La |
Lb |
Lc |
Le |
Lg |
Lh |
Li |
Lj |
Ll |
Lm |
Lo |
Lp |
Lt |
Lu |
Lv |
Lw |
Lx |
Ly |
Lz
 
Laa |
Lab |
Lac |
Lad |
Lae–Lah |
Lai |
Laj |
Lak |
Lal |
Lam |
Lan |
Lao |
Lap |
Laq |
Lar |
Las |
Lat |
Lau |
Lav |
Law |
Lax |
Lay |
Laz
Die Liste der Biografien führt alle Personen auf, die in der deutschsprachigen Wikipedia einen Artikel haben. Dieses ist eine Teilliste mit 182 Einträgen von Personen, deren Namen mit den Buchstaben „Lak“ beginnt.

## Lak

### Laka
- Laka, Elvir Laković (* 1969), bosnischer SängerElvir Laković Laka (* 1969)

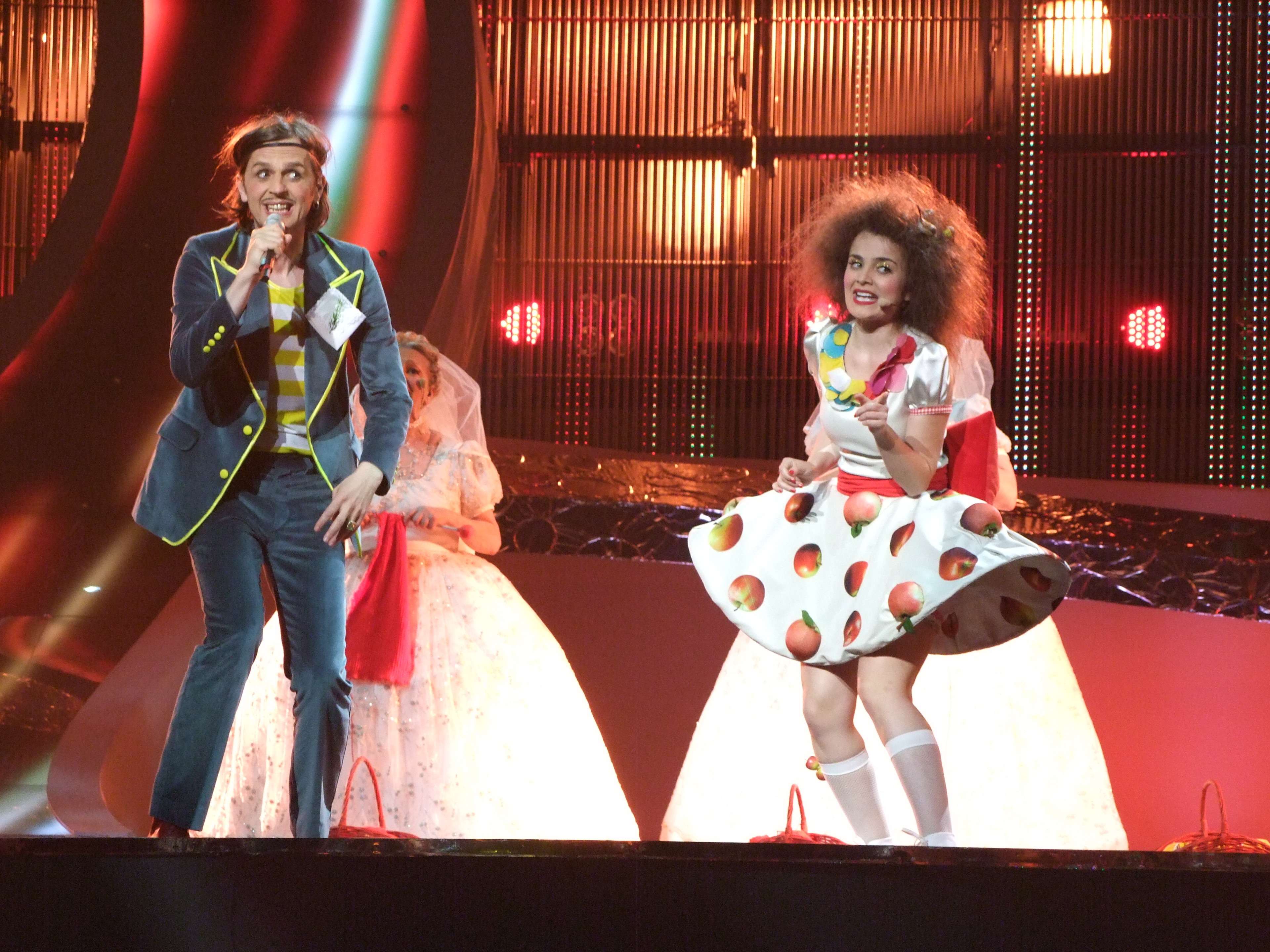
Elvir Laković Laka (* 1969)

- Lakah, Raymond, ägyptischer Geschäftsmann
- Lakämper, Paul (1926–1983), deutscher Politiker (CDU), MdL
- Lakanal, Joseph (1762–1845), französischer Politiker (Comité de l’Instruction publique)
- Lakanen, Jani (* 1976), finnischer Orientierungsläufer
- Lakas, Demetrio Basilio (1925–1999), 35. Staatspräsident von Panama
- Lakat, Florian (* 1995), französischer Tennisspieler
- Lakata, Alban (* 1979), österreichischer Mountainbikefahrer
- Lakatani, Sani (* 1936), niueanischer Politiker und Ministerpräsident von Niue
- Lakatos, Ágnes (* 1962), ungarische Jazzsängerin
- Lakatos, Alejandro (* 1973), rumänischer Boxer
- Lakatos, Dezső (1944–1997), ungarischer Jazzmusiker (Saxophon)
- Lakatos, Emil (1920–2010), ungarischer Oberstleutnant, Botschafter in den Niederlanden
- Lakatos, Géza (1890–1967), ungarischer General
- Lakatos, György (1918–2001), ungarischer Tischtennisfunktionär
- Lakatos, Imre (1922–1974), ungarischer Mathematiker, Physiker und WissenschaftsphilosophImre Lakatos (1922–1974)

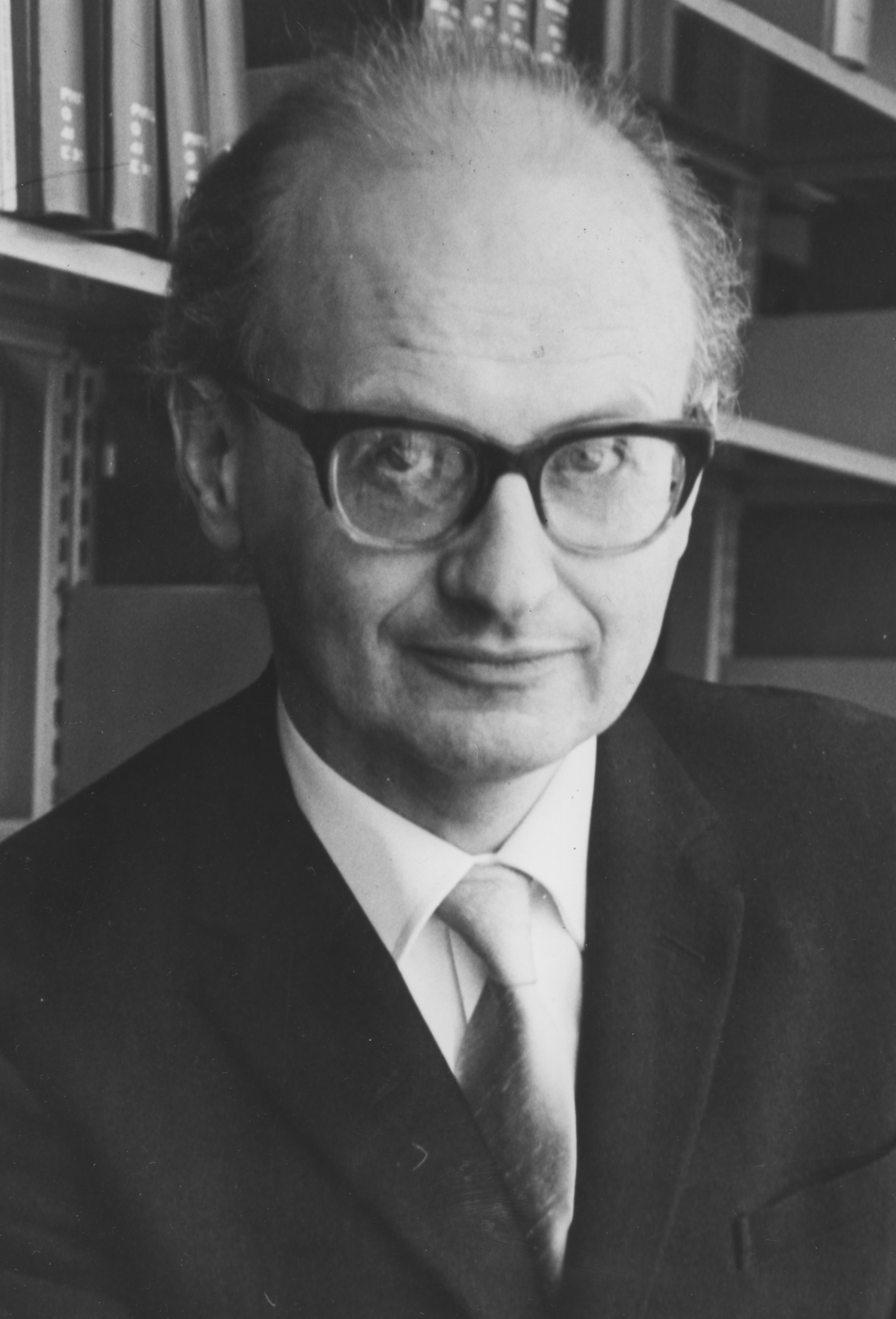
Imre Lakatos (1922–1974)

- Lakatos, Josh (* 1973), US-amerikanischer Sportschütze
- Lakatos, Menyhért (1926–2007), ungarischer Schriftsteller
- Lakatos, Pál (* 1968), ungarischer Boxer
- Lakatos, Rita (* 1999), ungarische Handballspielerin
- Lakatos, Róbert Szakcsi (* 1975), ungarischer Jazzmusiker (Piano, Komposition)
- Lakatos, Roby (* 1965), ungarischer Zigeuner- und Gipsygeiger
- Lakatos, Tony (* 1958), ungarischer Jazzmusiker
- Lakatos, Zsanett (* 1994), ungarische Kanutin

### Lakd
- Lakdawala, Cyrus (* 1960), amerikanischer Schachspieler, -lehrer und -autor

### Lake
- Lake, Agnes Caroline, englisch-britische Suffragette
- Lake, Alice (1895–1967), US-amerikanische Schauspielerin
- Lake, Anthony (* 1939), US-amerikanischer Hochschullehrer und Nationaler Sicherheitsberater
- Lake, Arthur (1905–1987), US-amerikanischer Schauspieler
- Lake, Ben (* 1990), kanadisch-britischer Eishockeyspieler
- Lake, Bill, kanadischer Schauspieler
- Lake, Carlton (1915–2006), US-amerikanischer Journalist, Kunsthistoriker und Kurator
- Lake, Carnell (* 1967), US-amerikanischer American-Football-Spieler
- Lake, Chris, britischer House-DJ und Produzent
- Lake, Clair (1888–1958), US-amerikanischer Computeringenieur
- Lake, David A. (* 1956), US-amerikanischer Politikwissenschaftler und Hochschullehrer
- Lake, David J. (1929–2016), australischer Science-Fiction-Autor
- Lake, Dianne (* 1953), amerikanisches Mitglied der Manson Family
- Lake, Eustace, antiguanischer Politiker
- Lake, Everett J. (1871–1948), Anwalt, Politiker und Gouverneur von Connecticut
- Lake, Gene (* 1966), US-amerikanischer Schlagzeuger
- Lake, Gerard, 1. Viscount Lake (1744–1808), britischer General, Oberbefehlshaber in Indien und Politiker
- Lake, Greg (1947–2016), englischer RockmusikerGreg Lake (1947–2016)

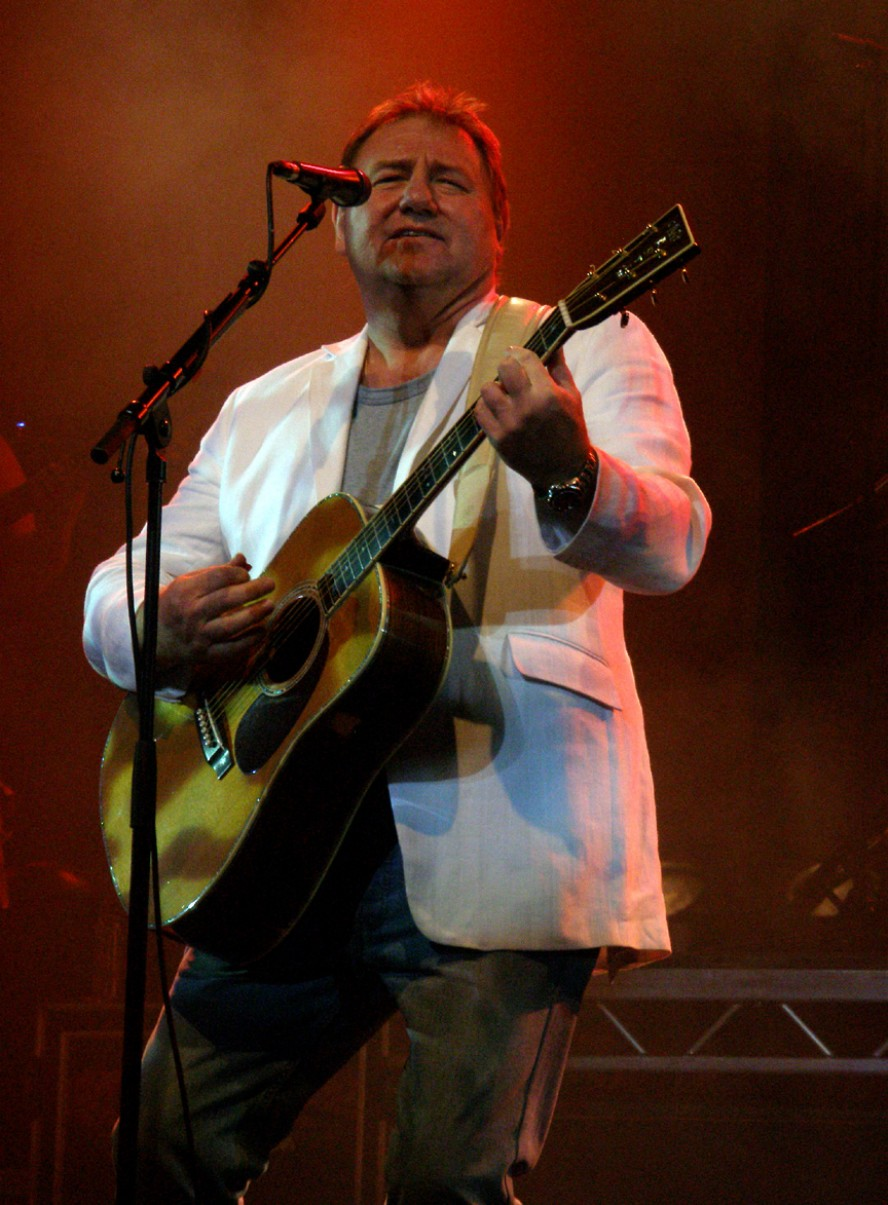
Greg Lake (1947–2016)

- Lake, Ian (* 1982), Fußballspieler von St. Kitts und Nevis
- Lake, Iona (* 1993), englische Leichtathletin
- Lake, James A. (* 1941), US-amerikanischer Evolutionsbiologe und Molekularbiologe
- Lake, James Aston, britischer Schauspieler und Stuntman
- Lake, Jay (1964–2014), US-amerikanischer Science-Fiction- und Fantasy-Autor
- Lake, John G. (1870–1935), kanadischer Prediger
- Lake, Kari (* 1969), US-amerikanische Politikerin und ehemalige JournalistinKari Lake (* 1969)

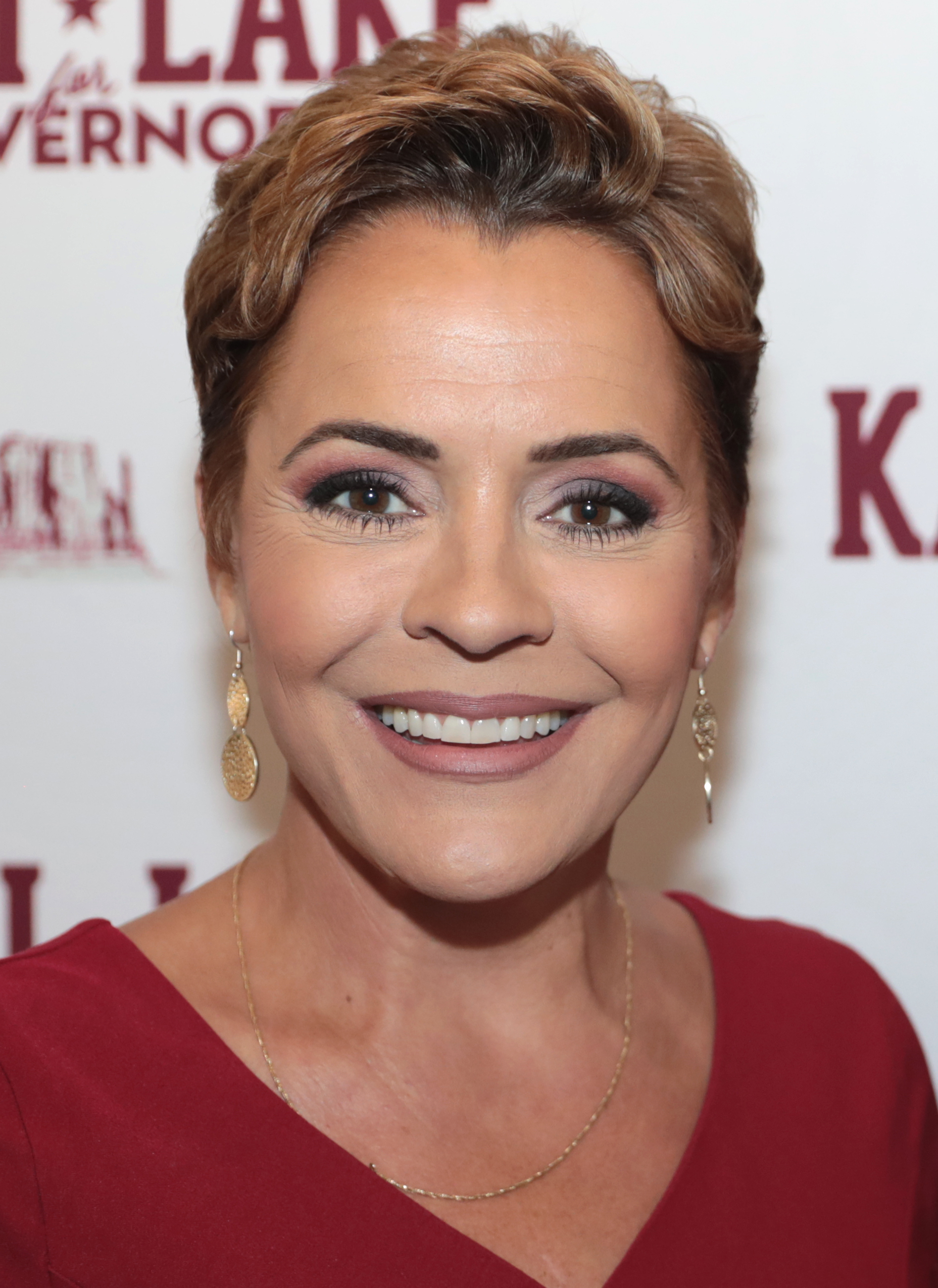
Kari Lake (* 1969)

- Lake, Kirsopp (1872–1946), englischer Neutestamentler, Textkritiker
- Lake, Leonard († 1985), US-amerikanischer Serienmörder
- Lake, Marianne, britisch-amerikanische Bankmanagerin
- Lake, Michael (* 1973), US-amerikanischer Basketballspieler
- Lake, Michael Maximilian (* 1987), deutscher Volleyball- und Beachvolleyballspieler
- Lake, Morgan (* 1997), britische Leichtathletin
- Lake, Nathan (* 1992), englischer Squashspieler
- Lake, Oliver (* 1942), US-amerikanischer Jazz-Saxophonist und Komponist
- Lake, Philip (1865–1949), englischer Geologe
- Lake, Richard Stuart (1860–1950), kanadischer Politiker, Vizegouverneur von Saskatchewan
- Lake, Ricki (* 1968), US-amerikanische Moderatorin und Schauspielerin
- Lake, Rupert (* 1934), antiguanischer Sportfunktionär
- Lake, Sànoe (* 1979), US-amerikanische Schauspielerin, Surferin und ein Model multinationaler Herkunft
- Lake, Sean (* 1991), australischer Radrennfahrer und Ruderer
- Lake, Serena (1842–1902), australische Evangelistin, Suffragette und Abstinenzlerin
- Lake, Simon (1866–1945), US-amerikanischer Ingenieur, Erfinder und Konstrukteur
- Lake, Steve (* 1951), britischer Journalist, Jazzautor und Musikproduzent
- Lake, Stuart N. (1889–1964), US-amerikanischer Autor
- Lake, Suzy (* 1947), amerikanisch-kanadische Künstlerin
- Lake, Valda (* 1968), britische Tennisspielerin
- Lake, Veronica (1922–1973), amerikanische SchauspielerinVeronica Lake (1922–1973)

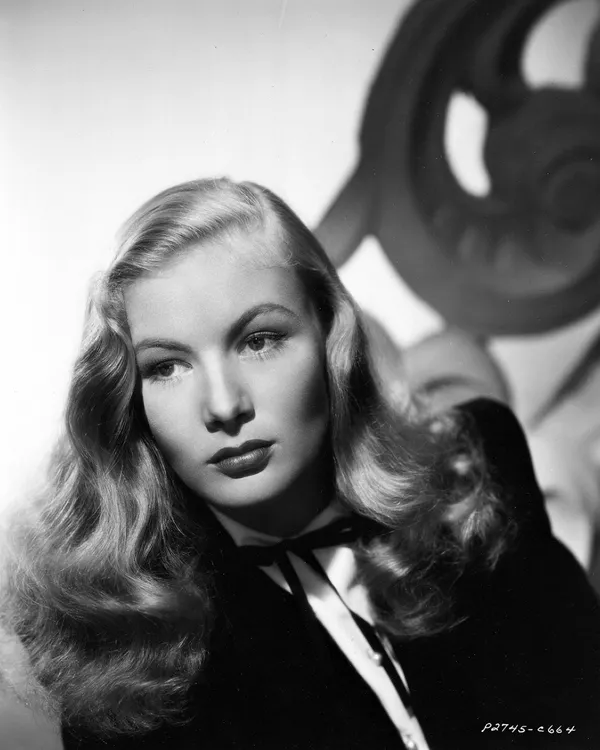
Veronica Lake (1922–1973)

- Lake, William A. (1808–1861), US-amerikanischer Politiker
- Lake-Tack, Louise (* 1944), antiguanische Politikerin, ehemalige Generalgouverneurin von Antigua und Barbuda
- Lake13 (* 1972), deutscher Graffiti- und Streetart-Künstler
- Lakebrink, Bernhard (1904–1991), deutscher katholischer Philosoph thomistischer Prägung
- Lakejew, Alexejewitsch Wassili (* 1984), russischer Tischtennisspieler
- Lakemacher, Johann Gottfried (1695–1736), deutscher Klassischer Philologe, Orientalist und Gräzist
- Lakeman, Chris (* 1979), US-amerikanischer Turner und heutiger Trainer
- Lakeman, Henk (1922–1975), niederländischer Radrennfahrer
- Lakeman, Seth (* 1977), britischer Folk-Singer-Songwriter
- Lakemeier, Jens (* 1994), deutscher Pokerspieler
- Lakemeier, Martijn (* 1993), niederländischer Schauspieler
- Lakenbacher, Ernst (1891–1967), österreichischer Journalist, Autor, Gewerkschafter und Arbeiterkammerfunktionär
- Lakenmacher, Björn (* 1975), deutscher Politiker (CDU), MdL
- Lakenmacher, Fynn (* 2000), deutscher Fußballspieler
- Lakenmacher, Mia (* 2002), deutsche HandballspielerinMia Lakenmacher (* 2002)

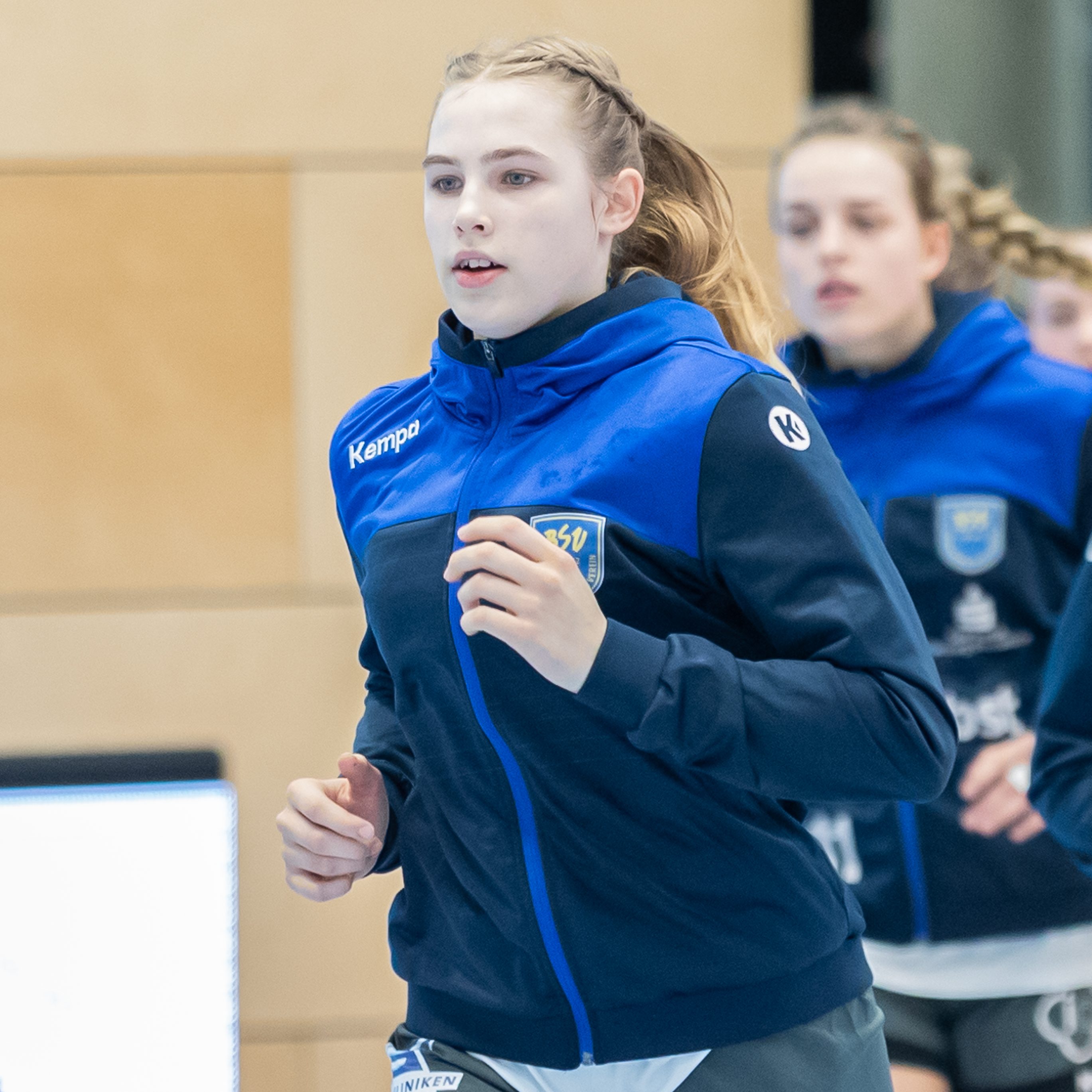
Mia Lakenmacher (* 2002)

- Lakenmacher, Peter (* 1942), deutscher Schauspieler, Hörspielsprecher und Synchronsprecher
- Lakenmacher, Sven (* 1971), deutscher Handballspieler und -trainer
- Lakenmacher, Wolfgang (1943–2023), deutscher Handballspieler und -trainer
- Laker, Freddie (1922–2006), britischer Unternehmer in der Luftverkehrsbranche
- Lakerbaja, Leonid (* 1947), abchasischer Politiker
- Lakes, Arthur (1844–1917), britisch-US-amerikanischer Paläontologe und Geologe
- Laketic, Alesandro (* 2000), serbischer Amateur-MMA- und Muay-Thai-Kämpfer

### Lakf
- Lakfalvi, Laszlo (1931–2010), ungarischer Basketballtrainer

### Lakh
- Lakhani, Ali (* 1955), Gründer und Herausgeber des Magazins Sacred Web: A Journal of Tradition and Modernity in Kanada
- Lakhani, Karim R., US-amerikanischer Ökonom
- Lakhdar-Hamina, Mohamed (1934–2025), algerischer Filmregisseur und Drehbuchautor
- Lakhouad, Btissam (* 1980), marokkanische Mittelstreckenläuferin
- Lakhous, Amara (* 1970), algerischer, in Rom lebender Autor, Journalist und Übersetzer
- Lakhovsky, Georges (1870–1942), russischer Erfinder
- Lakhtakia, Akhlesh (* 1957), indischer Elektroingenieur und Hochschullehrer

### Laki
- Laki Niu, tongaischer Jurist, Richter am Obersten Gericht Tongas
- Laki, Katalin (* 1948), ungarische Handballspielerin
- Laki, Krisztina (* 1944), ungarische Opernsängerin (lyrischer Koloratursopran) und Gesangspädagogin
- Laki, Michaela (* 2005), griechische Tennisspielerin
- Laki, Walter (* 1951), österreichischer Politiker (FRANK), Landtagsabgeordneter
- Lakić, Olivera, montenegrinische Journalistin
- Lakić, Srđan (* 1983), kroatischer Fußballspieler
- Lakić-Pešić, Nemanja (* 1991), serbischer Fußballspieler
- Lakies, Carsten (* 1971), deutscher Fußballspieler
- Lakin, Christine (* 1979), US-amerikanische SchauspielerinChristine Lakin (* 1979)

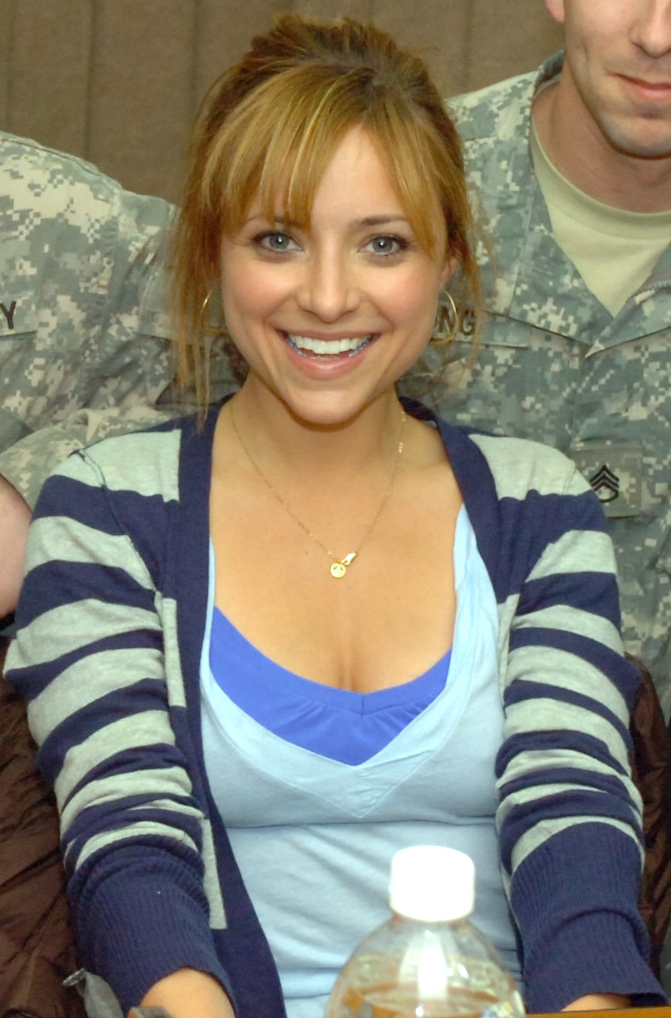
Christine Lakin (* 1979)

- Lakin, Rita (1930–2023), US-amerikanische Schriftstellerin, Drehbuchautorin und Showrunnerin
- Laking, George (1912–2008), neuseeländischer Diplomat
- Lakis, Vassilis (* 1976), griechischer Fußballspieler
- Lakisa, Anton (* 1974), belarussischer Handballspieler
- Lakisa, Artemi (* 1987), kasachisch-russischer Eishockeyspieler
- Lakisov, Andrej (* 1983), deutscher Saxophonist (Klassik, Jazz, Swing, Klezmer, Balkan, Funk)
- Lakissova, Viktoria (* 1975), russische Pianistin
- Lakits, Georg Sigismund (1739–1819), deutscher Rechtswissenschaftler
- Lakitsch, Max (1927–2020), österreichischer Politiker (SPÖ), Landtagsabgeordneter, Mitglied des Bundesrates

### Lakj
- Lakjuni, Jógvan á (* 1952), färöischer Politiker der konservativen Volkspartei (Fólkaflokkurin)

### Lakk
- Lakka, Elmo (* 1993), finnischer Hürdenläufer

### Lakm
- Lakmali, Nadeeka (* 1981), sri-lankische Speerwerferin
- Lakmann One (* 1978), griechischer RapperLakmann One (* 1978)

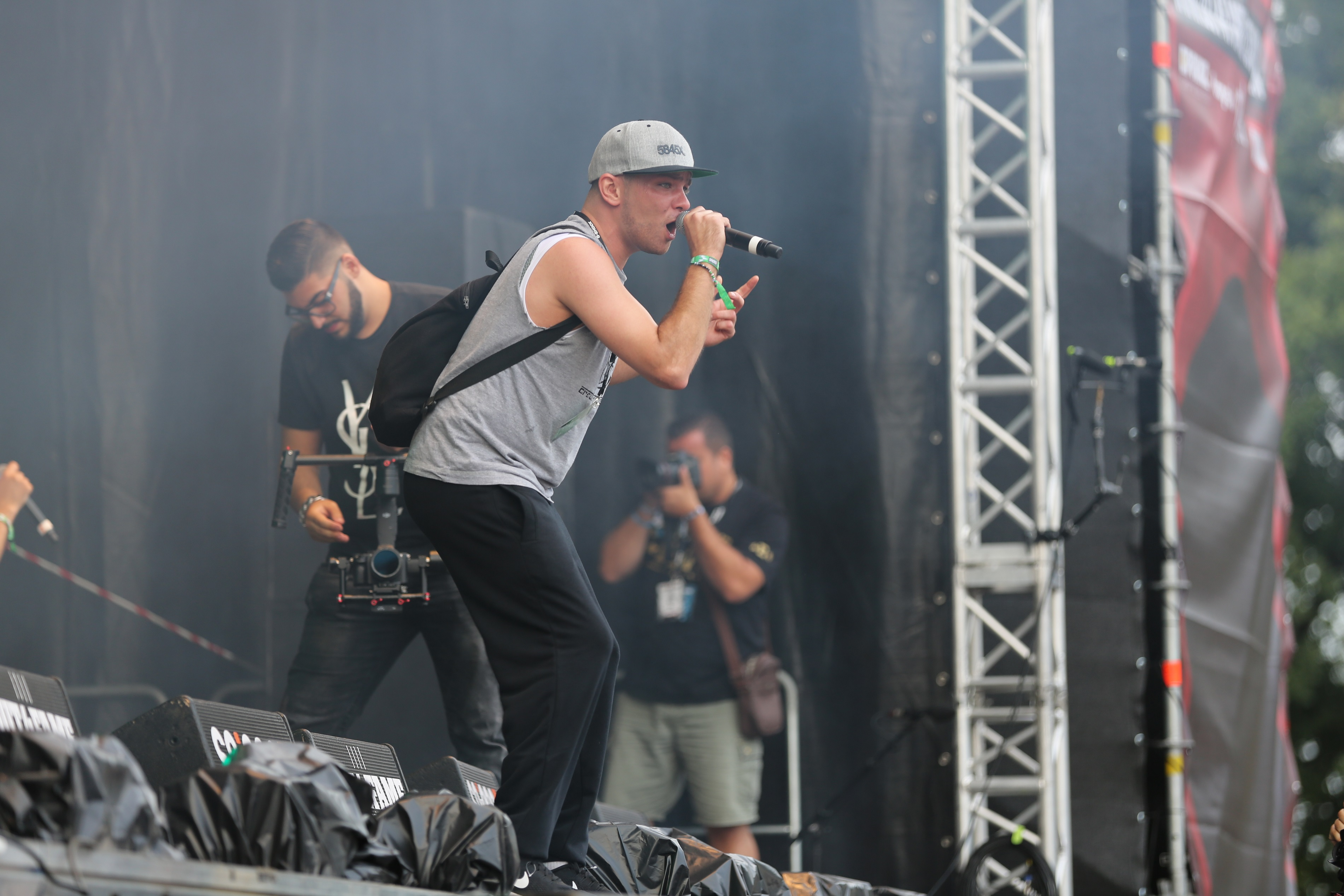
Lakmann One (* 1978)

- Lakmann, Ilse (1935–2013), deutsche Politikerin (SPD), MdBB

### Lakn
- Lakner, Alexander (1822–1847), ungarischer Schriftsteller und Dichter
- Lakner, Franz (1900–1974), österreichischer Theologe und Jesuit
- Lakner, Georg (1941–2016), österreichischer Politiker (FPÖ), Mitglied des Bundesrates
- Lakner, Hubert (* 1958), deutscher Physiker
- Lakner, Jakob (* 1988), deutscher Jazzmusiker (Klarinette, Tenorsaxophon, Komposition)
- Lakner, László (* 1936), ungarischer zeitgenössischer Maler
- Lakner, Michael (* 1959), österreichischer Jurist, Pianist, Schauspieler und Intendant
- Lakner, Yehoshua (1924–2003), israelisch-schweizerischer Komponist

### Lako
- Lako, Natasha (* 1948), albanische Dichterin, Schriftstellerin, Drehbuchautorin und Politikerin
- Lakoba, Nestor Apollonowitsch (1893–1936), abchasischer Politiker
- Lakoff, George (* 1941), US-amerikanischer Linguist, Professor für Linguistik an der University of California, Berkeley
- Lakoff, Robin (* 1942), US-amerikanische Sprachwissenschaftlerin (Linguistin)
- Lakomy, Hanna (* 1984), deutsche Prostituierte, Unternehmerin, Kolumnistin und Autorin
- Lakomý, Karel (* 1957), tschechischer Badmintonspieler
- Łakomy, Łukasz (* 2001), polnischer Fußballspieler
- Lakomy, Reinhard (1946–2013), deutscher Komponist und SängerReinhard Lakomy (1946–2013)

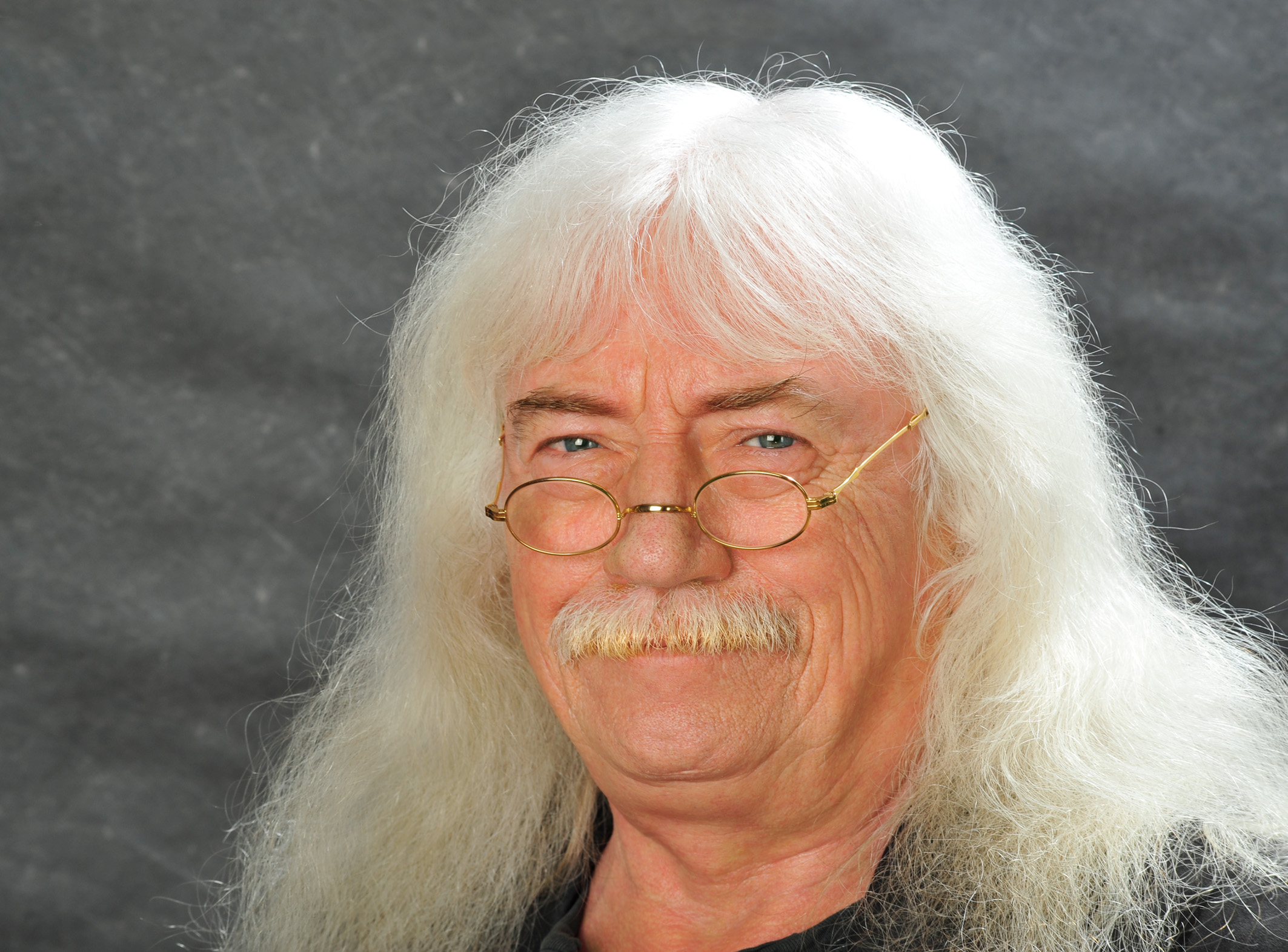
Reinhard Lakomy (1946–2013)

- Łakomy, Weronika (* 1991), polnische Handball- und Beachhandballspielerin sowie Handballschiedsrichterin
- Łakomy, Zenon (1951–2016), polnischer Handballspieler und -trainer
- Lakon, Georg (1882–1959), deutscher Botaniker und Saatgutforscher
- Lakonikos, König von Sparta
- Lakos, André (* 1979), österreichischer Eishockeyspieler
- Lakos, Nikoletta (* 1978), ungarische Schachspielerin
- Lakos, Philippe (* 1980), österreichischer Eishockeyspieler
- Lakosil, Vlastimil (* 1979), tschechischer Eishockeytorwart
- Lakota, Hryhorij (1883–1950), ukrainischer Bischof, Märtyrer, Seliger
- Lakotta, Beate (* 1965), deutsche Journalistin und Autorin
- Lakotta, Peter (1933–1991), deutscher informeller Maler und Keramiker
- Lakoué, Enoch Derant (* 1944), zentralafrikanischer Politiker
- Laković, Andrea (* 1989), montenegrinische Volleyballspielerin
- Lakovič, Jaka (* 1978), slowenischer Basketballspieler
- Lakowicz, Joseph R. (* 1948), US-amerikanischer Biochemiker
- Lakowitsch, Karl (1897–1975), österreichischer Schustermeister und Politiker (ÖVP)
- Lakowitz, Konrad (1859–1945), deutscher Lehrer, Botaniker und Mykologe
- Lakowski, Richard (* 1938), deutscher Militärhistoriker

### Lakr
- Lakra, Belas (1940–2004), indischer lutherischer Bischof
- Lakra, Paul Alois (1955–2021), indischer Geistlicher, römisch-katholischer Bischof von Gumla
- Lakrar, Maëlle (* 2000), französische FußballspielerinMaëlle Lakrar (* 2000)

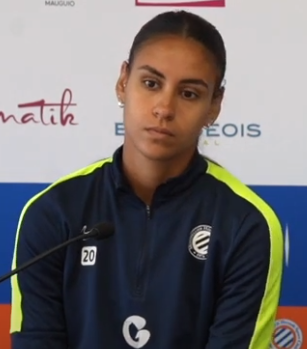
Maëlle Lakrar (* 2000)

- Lakrates, griechischer General

### Laks
- Laks, André (* 1950), französischer Altphilologe und Philosophiehistoriker
- Laks, Szymon (1901–1983), polnisch-französischer Komponist
- Laksana Kamruen (* 1986), thailändischer Fußballspieler
- Lakshan, Waruna (* 1988), sri-lankischer Speerwerfer
- Lakshani, Vidusha (* 1996), sri-lankische Weit- und Dreispringerin
- Lakshmanan, Govindan (* 1990), indischer Langstreckenläufer
- Lakshmi, P. V. V. (* 1974), indische Badmintonspielerin
- Lakshmi, Padma (* 1970), US-amerikanisch-indische SchauspielerinPadma Lakshmi (* 1970)

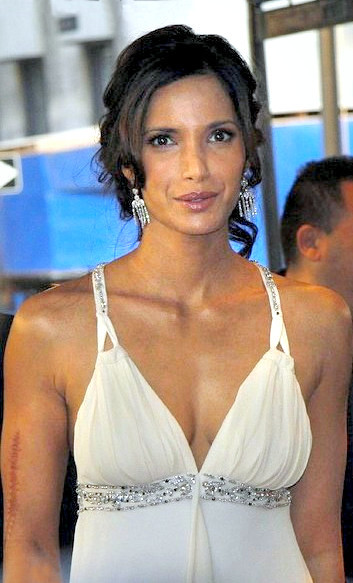
Padma Lakshmi (* 1970)

- Lakshmibai (1828–1858), Rani von Jhansi im Norden Indiens und Führerin des Sepoy-Aufstandes
- Lakshminarayana, V. (1911–1990), indischer Sänger, Geiger, Komponist und Musikpädagoge
- Laksiri, Ravindu (* 1996), sri-lankischer Squashspieler
- Lakso, Edward J. (1932–2009), US-amerikanischer Drehbuchautor, Produzent und Songautor
- Laksola, Reijo (1952–2007), finnischer Eishockeyspieler

### Lakt
- Laktionow, Alexander Iwanowitsch (1910–1972), russischer Künstler

### Laku
- Lakunza, Patxi Usobiaga (* 1980), baskischer Sportkletterer
- Lakušić, Radomir (1933–2005), jugoslawischer bzw. montenegrinischer Botaniker, Biogeograph und Pflanzensoziologe

### Laky
- Laky, Dezső (1887–1962), ungarischer Statistiker, Hochschullehrer und Politiker
- Laky, René (* 1975), österreichischer Basketballspieler
- Lakydes, antiker griechischer Philosoph